# Békéscsabai ortodox zsinagóga
A Békéscsabai ortodox zsinagóga egy zsidó vallási épület.

## Története
A Békéscsabai neológ zsinagógával szinte egy időben, 1894-ben építette fel a város ortodox zsidó közössége a maga zsinagógáját Michay Sándor tervei szerint. Jellemzője a romantikus stílusú homlokzat, amely a kéttornyú neológ zsinagóga kialakításával szemben a zsidó hagyományok folytatását kívánta hangsúlyozni. Az épület a későbbi évtizedek során jelentős átalakításokon ment át. Műemléki védelem alatt áll.